# Виола
Виола (итал. viola) — семейство струнных смычковых музыкальных инструментов.
В современном значении виолами называют семейство инструментов, бытовавшее в музыкальной практике Западной Европы XVI—XVIII столетий, но к началу XIX века почти вытесненное из академической музыки. В начале XX века на почве интереса к старинной музыке возрождается профессиональная исполнительская школа, а в последние десятилетия виолы привлекают также внимание профессиональных композиторов, что даёт основание рассматривать их как современные инструменты.

## История

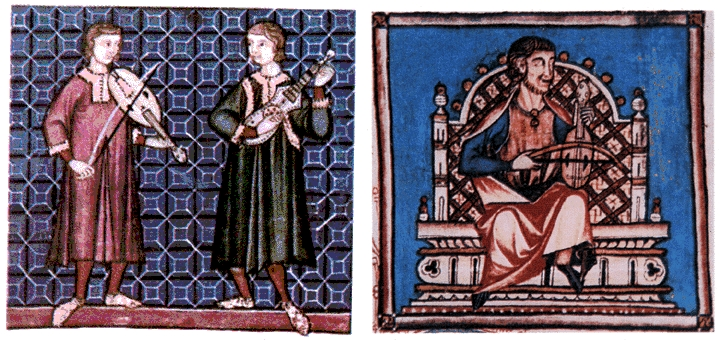
Две миниатюры из Las Cantigas de Santa Maria (XIII c.), иллюстрирующие два способа игры на смычковых: слева da braccio, справа — da gamba

Первыми смычковыми инструментами в Европе были родственные между собой ребаб, проникший в Испанию с арабским завоеванием, и византийская лира. На их основе к XIII веку сформировались уже чисто европейские ребек и виела (фидель), впервые описанные в «Трактате о музыке» Иеронима Моравского (ок. 1275). В это же время в Европе возник и новый способ игры на смычковых, при котором инструмент располагался на плече исполнителя, а не на ногах, как ранее. Первоначально оба способа существовали параллельно и не зависели от типа инструмента. Позже, с развитием многоголосия в профессиональной музыке, появилась потребность в инструментах более низких регистров с большим корпусом, игра на которых была возможна только в вертикальном положении. В Италии такой способ игры стал называться da gamba (от gamba — нога, ножка), в отличие от горизонтального — da braccio («по руке»).

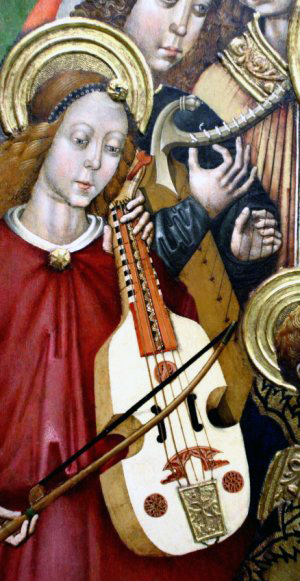
Древнейшее изображение виолы да гамба из пу́стыни St. Feliu в Хативе, Испания, конец XV века

Среди огромного разнообразия смычковых инструментов разных форм и размеров к началу XVI века в Италии доминирующее положение заняла «большая испанская виола», завезённая Родриго Борджиа, избранным в 1492 году папой под именем Александра VI.
Виолы были широко распространены в Западной Европе в эпоху Ренессанса как ансамблевые и сольные инструменты. Стандартизация инструмента происходила одновременно со скрипками в мастерских ранних итальянских лютье: Андреа Амати, Гаспаро да Сало.
Исполнительская школа виол в это время развивалась быстрее скрипичной, и ранние образцы виртуозной виольной музыки превосходят современные им скрипичные по техническим сложностям.
В эпоху Барокко эти инструменты использовались преимущественно в аристократической среде. Ко второй половине XVIII века их популярность постепенно угасает. Последним выдающимся виолистом был современник и коллега Гайдна Карл Фридрих Абель. После его смерти виолы на более чем сотню лет исчезли с профессиональной сцены, продолжая использоваться среди любителей старинной музыки.
В начале XX века виолы возвращаются на концертные сцены в руках Кристиана Дёберайнера, Пауля Груммера и семьи Долмечей. Благодаря деятельности Августа Венцингера возрождается профессиональная исполнительская школа, и на сегодня класс виол представлен во многих консерваториях Европы и Северной Америки. Преимущественно виолы рассматриваются как исторический инструмент для аутентичного исполнения музыки эпохи Возрождения и Барокко, концерты камерной музыки обычно проходят в церквях или маленьких залах, более всего подходящих для звучания этих инструментов. В конце XX века были созданы общества любителей и профессионалов, интересующихся музицированием на разных виолах. Одно из самых известных — «Международное общество виолы да гамба».

## Строение
Виолы в основном были четырёх видов: дискантовые, альтовые, теноровые и басовые. В XVI—XVIII вв. как сольный, ансамблевый и оркестровый инструмент особо широкое распространение получила теноровая виола — виола да гамба. Поскольку в ансамбле она выполняла функцию баса, нередко её называли басовой виолой. Среди композиторов, писавших для неё, — И. С. Бах, Г. Ф. Телеман, Ф. Куперен, а также виртуозы-гамбисты — Х. Ф. Абель в Германии, М. Маре и Р. Маре во Франции.

### Смычок
Различия в конструкции смычка разных инструментов и традиций зависят от способа натяжения волоса, что в свою очередь определяет и позицию при игре. Существуют три способа натяжения:
1. Натяжение вручную — волос свободно крепится к трости и натягивается пальцами непосредственно при игре. Такие смычки применяются в традиционных инструментах Азии.
2. Натяжение тростью — волос прикреплён к изогнутой под напряжением трости наподобие тетивы лука. Потому в большинстве европейских языков смычок так и называется — лук (итал. arco, англ. bow, фр. archet, нем. Bogen). Применяется он в скрипичном семействе инструментов, и в некоторых других.
3. Комбинированное натяжение — волос натягивается и тростью, и пальцами при игре. Такой способ применяется в большинстве инструментов виольного семейства, за исключением виолы д’амур и контрабаса.

## Разновидности
В разных странах в зависимости от местных мастеров виолы имели множество региональных разновидностей. Самые известные из них: английская теноровая бастарда, немного превосходящая виолу да гамба по размерам; английский же виолет, небольшая виола д’амур; да бардоне, итальянская шестиструнная (реже, семиструнная) баритоновая виола с десятком дополнительных металлических резонаторных струн; немецкая пятиструнная помпоза, пятиструнный напольный инструмент размером чуть больше альта, этот инструмент неоднократно применял в своих сочинениях И. С. Бах, который называл его виолончелью «пикколо»; маленькая французская ручная виола пардюс, размером со скрипку. См. также виола да браччо.